# Масове вбивство в Хайбаху
42°53′00″ пн. ш. 45°21′00″ сх. д. / 42.88333333° пн. ш. 45.35° сх. д.

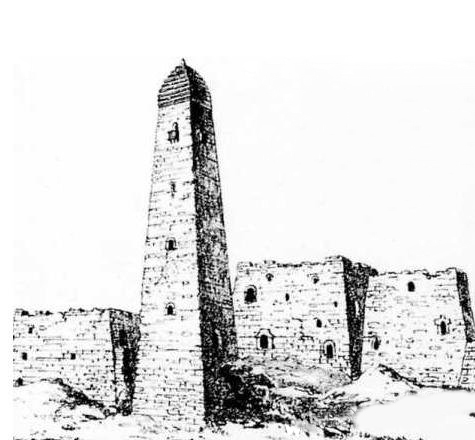
Вежа в селищі Хайбах, малюнок 1888 р.

Масове вбивство в Хайбаху — вбивство чеченців (нохчі), здійснене 27 лютого 1944 року співробітниками НКВС в гірському аулі Хайбах Галанчозького району Чечено-Інгушської АРСР.
1944 року, під час депортації чеченців з Чечні, НКВС натрапила на труднощі при виселенні жителів гірських селищ. Окрім погодних умов, провести виселення в установлені терміни унеможливили брак сил і транспорту. Згідно з планами керівництва СРСР, ніхто з народу нохчі не мав залишатися на своїй території, тому в ряді населених пунктів війська НКВС знищили мирне населення просто на місці, зокрема шляхом спалення живих людей.
У стайні Хайбаху було зібрано людей з хуторів Нашхоєвської сільської ради та інших населених пунктів Галанчозького району, які не могли самостійно спуститися з гір — переважно хворі, діти, люди похилого віку і жінки. Кількість зібраних у стайні становила близько 600—700 осіб. Начальник Далекосхідного крайового управління НКВС Михайло Гвішиані віддав наказ зачинити двері й підпалити стайню, а людей, що намагалися вирватися з вогню — розстрілювати.